# ثعبانية
ثُعبانية أو دودة ثعبانية (الاسم العلمي Tylenchus)، جنس دويدات صغيرة من الثعبانيات. أنواعه عديدة جميعها اسطوانية خيطية الشكل طولها من 1 إلى 5 مم. تركب مختلف النباتات في مختلف اعضائها.

## المرجع
1. 1 2 3  إدوار غالب، الموسوعة في العلوم الطبيعية (ط. الثانية)، دار المشرق، بيروت، ج. الأول، ص.335، يُقابله Tylenchus

- The genus Anguillulina Gerv. & v. Ben., 1859, vel Tylenchus Bastian, 1865. T Goodey, Journal of Helminthology, 1932